# Josef Lanner
Josef Franz Karl Lanner (Viena, 12 de abril de 1801-ibídem, 14 de abril de 1843) fue un compositor austriaco de música instrumental para bailes.
Está considerado uno de los primeros compositores vieneses en reformar el vals para que su consideración no fuese algo exclusivamente campesino sino que pudiese ser disfrutado por las clases más altas y sofisticadas, como acompañamiento para el baile o para el deleite de la música por y para la música. Era tan famoso como su amigo y rival Johann Strauss, quien fue más conocido fuera de Austria por las giras que realizó en Francia e Inglaterra con el mismo tipo de pieza musical.

## Obras de Josef Lanner
- Neue Wiener, Ländler ('Nueva Viena') op. 1
- Trennung, vals ('Separación') op. 19
- Amoretten, vals op. 53
- Die Humoristiker, vals ('Los humoristas') op. 92
- Pesther Walzer, op. 93
- Abschied von Pest, waltz ('Adiós a Pest') op. 95
- Die Werber, op. 103
- Hofballtänze, vals ('Danzas de la Corte Real') op.161
- Steyrische Tänze ('Danzas Estirias') op. 165
- Die Romantiker, vals ('Los Románticos') op.167
- Hans-Jörgel, polka op. 194
- Die Schönnbruner, vals op.200